# Still Growin' Up
Singles de Globe
Miss Your Body
(1999) Biting Her Nails
(1999)
Still Growin' Up (écrit en minuscules : still growin' up) est le 18e single de Globe.

## Présentation
Le single, composé et coproduit par Tetsuya Komuro, sort le 8 septembre 1999 au Japon sur le label Avex Globe de la compagnie Avex, cinq mois après le précédent single du groupe, Miss Your Body. C'est le dernier single du groupe à sortir au format mini-CD single de 8 cm de diamètre (alors la norme pour les singles dans ce pays) ; les suivants sortiront au format maxi-CD de 12 cm.
Il atteint la 4e place du classement des ventes de l'Oricon, et reste classé pendant sept semaines. Il se vend à plus de 160 000 exemplaires, mieux que le single précédent, mais moins bien que ceux sortis auparavant, excepté Anytime Smokin' Cigarette, vendu à 152 000 exemplaires.
La chanson-titre est utilisée comme thème musical dans une publicité japonaise pour la marque Coca-Cola. Sa version instrumentale ("Just Backtracks") figure aussi sur le single, ainsi qu'une version remixée de la chanson du précédent single Miss Your Body. 
La chanson-titre figurera dans une version remaniée sur la première compilation des singles du groupe, Cruise Record 1995-2000 qui sort deux semaines plus tard (et où figure également le remix de Miss Your Body) ; elle ne figurera sur aucun album original.
Elle figurera par la suite sur ses compilations 8 Years: Many Classic Moments de 2002, Globe Decade de 2005, Complete Best Vol.1 de 2007, et 15 Years -Best Hit Selection- de 2010. Contrairement aux chansons des précédents singles, elle ne sera jamais remixée.

## Liste des titres
Les chansons sont composées et arrangées par Tetsuya Komuro, écrites par Keiko et Marc, et mixées par Eddie DeLena.
| CD    | CD                                                        | CD                                  | CD    | CD | CD | CD | CD | CD | CD |
| No    | Titre                                                     | Description                         | Durée |    |    |    |    |    |    |
| ----- | --------------------------------------------------------- | ----------------------------------- | ----- | -- | -- | -- | -- | -- | -- |
| 1.    | Still Growin' Up - Single Edit (still growin' up ...)     | Version originale                   | 4:42  |    |    |    |    |    |    |
| 2.    | Miss Your Body - Tan Line Mix (MISS YOUR BODY ...)        | Version remixée du précédent single | 5:02  |    |    |    |    |    |    |
| 3.    | Still Growin' Up - Just Backtracks (still growin' up ...) | Version instrumentale               | 4:39  |    |    |    |    |    |    |
| 14:23 |                                                           |                                     |       |    |    |    |    |    |    |